# Herennia papuana
Espèce
Statut de conservation UICN

 LC  : Préoccupation mineure
Herennia papuana est une espèce d'araignées aranéomorphes de la famille des Araneidae.

## Distribution
Cette espèce est endémique de la province de Morobe en Papouasie-Nouvelle-Guinée,.

## Description
La femelle holotype mesure 15 mm.
Le mâle décrit holotype mesure 3,5 mm et la femelle 13,6 mm, les mâles mesurent de 3,1 à 3,5 mm et les femelles de 11,5 à 13,6 mm.

## Systématique et taxinomie
Cette espèce a été décrite par Thorell en 1881.

## Étymologie
Son nom d'espèce lui a été donné en référence au lieu de sa découverte, la Papouasie.

## Publication originale
- Thorell, 1881 : « Studi sui Ragni Malesi e Papuani. III. Ragni dell'Austro Malesia e del Capo York, conservati nel Museo civico di storia naturale di Genova. » Annali del Museo Civico di Storia Naturale di Genova, vol. 17, p. 1-727 (texte intégral).